# Memoria olografica

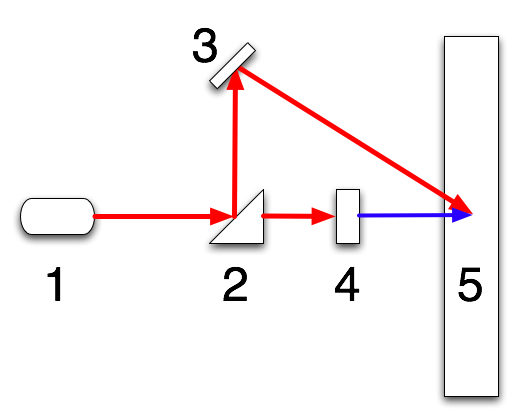
Schema di scrittura di una memoria olografica
1) Laser
2) divisore di fascio
3) specchio
4) modulatore di fascio
5) interferenza tra i fasci e materiale memorizzante
In rosso il fascio di riferimento, in blu il fascio di segnale

La memoria olografica è una tecnica di memorizzazione di informazioni ad alta densità entro un cristallo attraverso l'utilizzo della fotopolimerasi. Tale tecnologia permette densità di memorizzazione del supporto molto maggiori rispetto ad altri tipi di memorizzazione ottica (come i DVD). Inoltre, la memoria olografica sfrutta appieno l'intero volume del supporto di memorizzazione: non si limita cioè ad usarlo in modo quasi totalmente bidimensionale, come invece si limitano a fare precedenti tecniche (come per esempio i layer, o strati, dei DVD). Questo è reso possibile da un fenomeno chiamato selettività di Bragg che permette a più ologrammi di essere memorizzati contemporaneamente nello stesso volume.

## Descrizione

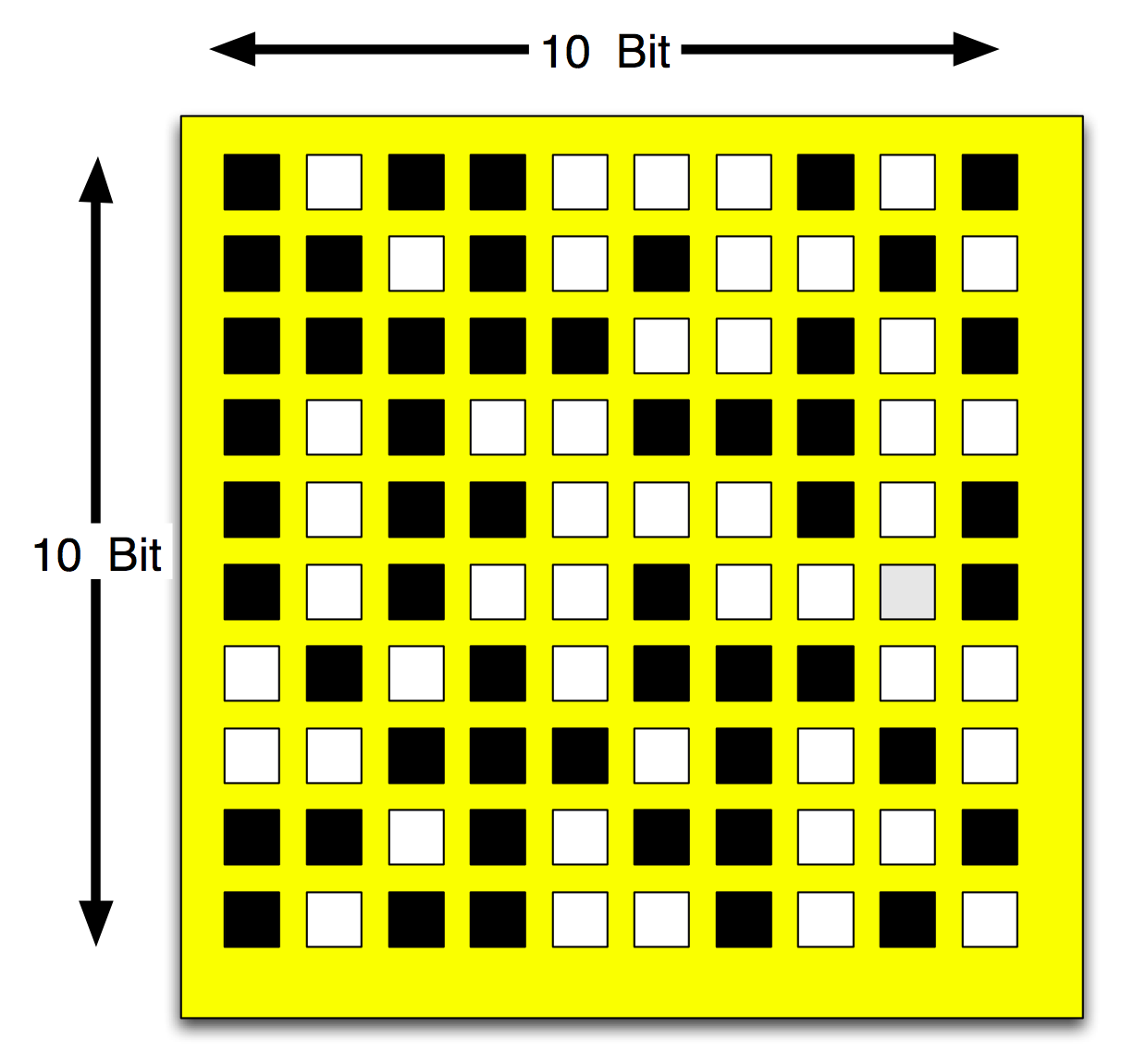
Schema di un modulatore di fascio a 100 bit, i quadrati neri interrompono il fascio mentre i quadrati bianchi fanno passare il fascio.

Per memorizzare gli ologrammi bisogna avere un mezzo per modulare il laser - per esempio modificandone la lunghezza d'onda - o ruotare il supporto di memorizzazione, o in alternativa utilizzare due laser fatti interferire.
Come gli altri supporti di memorizzazione, le memorie olografiche si dividono in memorie a una sola scrittura e memorie che possono essere scritte più volte. Le memorie a una sola scrittura sfruttano il cambiamento di fase dei supporti di memorizzazione, mentre le memorie che possono essere scritte più volte utilizzano metodi come l'effetto fotorefrattivo che viene sfruttato con la seguente tecnica:
- Utilizzare due laser coerenti che fatti interferire creano una figura di interferenza nel supporto; questi due laser sono chiamati rispettivamente fascio di riferimento e fascio del segnale
- L'interferenza costruttiva dei laser costringe gli elettroni a saltare dalla banda di valenza alla banda di conduzione del materiale. Gli elettroni che vengono promossi alla fascia di conduzione devono essere immobili nei materiali riscrivibili. Dove si trova interferenza distruttiva si ha poca energia e gli elettroni tendono a non saltare.
- Gli elettroni nella fascia di conduzione sono liberi di muoversi nel materiale. Questi sono soggetti a due forze opposte, la forza di Coulomb che spinge gli elettroni a tornare da dove sono venuti mentre la seconda forza è la forza di diffusione che spinge gli elettroni a muoversi dove si trova minor densità di carica. Se la forza di Coulomb non è troppo intensa gli elettroni si muovono verso le zone a minor densità.
- Subito dopo aver saltato nella fascia di conduzione gli elettroni tendono ad occupare una lacuna e quindi a muoversi relativamente poco. La velocità di ricombinazione incide sulla resistenza dell'ologramma.
- Dopo che la maggior parte degli elettroni sono andati nelle zone con pochi elettroni si forma un campo elettrico dove gli elettroni sono saltati dalla fascia di valenza a quella di conduzione. Quel campo elettrico incide sull'indice di rifrazione del materiale attraverso gli effetti fotoelettrici.

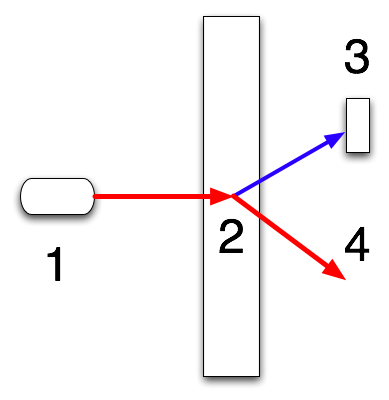
Schema di lettura di una memoria olografica
1) Laser
2) Materiale memorizzante
3) CCD e fascio dati
4) fascio di riferimento

Per la rilettura delle informazioni dal supporto basta utilizzare un singolo fascio laser. Il singolo fascio, attraversando il materiale nel punto in cui l'ologramma è stato scritto, si divide in due parti, per via del mutato indice di rifrazione del supporto; uno dei due fasci ottenuti risulta come fascio dati (ovvero la riproduzione del fascio del segnale usato per l'originaria scrittura). Tale fascio dati è poi diretto su un dispositivo di rilevazione, come i CCD utilizzati dalle macchine fotografiche, tramite cui è possibile rileggere le informazioni originali.
In teoria la tecnologia olografica può memorizzare un singolo bit per un blocco cubico grande quanto la lunghezza d'onda del laser. Per esempio il laser all'Elio-Neon a luce rossa ha una lunghezza d'onda di 632,8 nanometri. Un tale laser potrebbe memorizzare fino a 4 Gigabit per millimetro cubico (0.001/632.8e-9)^3=3.95e9 bit.
In pratica la capacità reale di memorizzazione è inferiore per via di alcuni problemi come:
- La necessità di aggiungere un codice di correzione d'errore
- L'adattarsi alle imperfezioni e limitazioni del sistema ottico
- La convenienza economica, dato che alte densità comportano alti costi
- Altre limitazioni, che divengono significative con l'avvicinarsi alle dimensioni teoriche minime.

Al National Association of Broadcasters 2005 (NAB) a Las Vegas, InPhase Technologies ha effettuato la prima dimostrazione pubblica del mondo di un prototipo commerciale per la memorizzazione di informazioni. 
La stessa InPhase ha previsto di iniziare a distribuire nel maggio 2008, solo ai suoi partner strategici, una versione preliminare del suo primo modello di masterizzatore e di disco olografico, in grado di memorizzare fino a 300 GB di dati per singolo disco rimovibile e di conservarli per almeno 50 anni. Il masterizzatore, rivolto al mercato professionale, aveva nel 2007 un costo previsto di circa 18.000 dollari statunitensi . La ditta prevede poi di realizzare, ogni circa 18-24 mesi, due ulteriori modelli di maggiore capacità, fino a 1.6 TB .